# Rumunsko na Letních olympijských hrách 1956
Rumunsko se účastnilo Letní olympiády 1956 v australském Melbourne. Zastupovalo ho 44 sportovců (33 mužů a 11 žen) v 10 sportech.

## Medailisté
| Medaile | Jméno | Sport                | Soutěž                            |
| ------- | --- | -------------------- | --------------------------------- |
| Zlato   | Nicolae Linca                                                                                                | Box                  | Muži váha lehká střední do 67 kg  |
| Zlato   | Leon Rotman                                                                                                  | Kanoistika           | Muži C1 1 000 m                   |
| Zlato   | Leon Rotman                                                                                                  | Kanoistika           | Muži C1 10 000 m                  |
| Zlato   | Alexe Dumitru Simion Ismailciuc                                                                              | Kanoistika           | Muži C2 1 000 m                   |
| Zlato   | Ștefan Petrescu                                                                                              | Sportovní střelba    | Muži 25 metrů rychlopalná pistole |
| Stříbro | Mircea Dobrescu                                                                                              | Box                  | Muži váha muší do 51 kg           |
| Stříbro | Gheorghe Negrea                                                                                              | Box                  | Muži váha polotěžká do 81 kg      |
| Stříbro | Olga Orbánová                                                                                                | Šerm                 | Ženy fleret – jednotlivci         |
| Bronz   | Constantin Dumitrescu                                                                                        | Box                  | Muži váha velterová do 63,5 kg    |
| Bronz   | Elena Leușteanu                                                                                              | Sportovní gymnastika | Ženy prostná                      |
| Bronz   | Francisc Horvat                                                                                              | Zápas                | muži řecko-římský do 57 kg        |
| Bronz   | Elena Leușteanu Georgeta Hurmuzachi Sonia Iovan Emilia Vătășoiu-Liță Elena Mărgărit-Niculescu Elena Săcălici | Sportovní gymnastika | Družstvo žen                      |
| Bronz   | Gheorghe Lichiardopol                                                                                        | Sportovní střelba    | Muži 25 metrů rychlopalná pistole |